# Blasphemous
Blasphemous és un videojoc estil metroidvania desenvolupat per l'estudi espanyol The Game Kitchen i publicat per Team17. El joc va ser llançat per a Nintendo Switch, Microsoft Windows, PlayStation 4 i Xbox One el 10 de setembre del 2019. Per al seu desenvolupament i posterior campanya de màrqueting la desenvolupadora va iniciar una campanya de micromecenatge a Kickstarter el 2017.

## Desenvolupament
El director creatiu Enrique Cabeza va citar com a unes de les influències visuals en el disseny i la història del joc l'art religiós i la iconografia de Sevilla (Espanya). Així mateix, va apuntar que les obres artístiques de pintors com Murillo, Ribera, Velázquez, Francisco de Zurbarán o Goya. D'aquest darrer es van inspirar en Processó de disciplinantes (1812-1819) 

## Trama
Una terrible maledicció, anomenada El Miracle, ha caigut sobre la terra de Cvstodia i sobre tots els seus habitants. El protagonista, a qui es denomina com el Penitent i que és l'únic supervivent de la germanor del Lament Mut (que porta una màscara i un casc que consisteixen en una corona d'espines i una cucurulla metàl·lica), es troba atrapat en un cicle de penitència on mor i ressuscita constantment, motiu pel qual ha de fer front al seu particular via crucis. Així, ha d'arribar a l'origen de la seva angoixa no només per acabar amb el seu patiment, sinoó també per acabar amb la maledicció que plana sobre Cvstodia.
Al llarg del joc, el jugador pot adquirir certes habilitats especials que l'ajudin a navegar pel mapa i a lluitar contra els enemics. Si bé compta amb una barra de salut curta, els elements de recuperació estan disponibles en forma de "Flascons biliars", que es poden emplenar quan el jugador visita certs punts de control en el joc. El joc compta amb punts de guardat del progrés, i el personatge reapareix en aquests punts quan el personatge mor. En visitar aquests punts de control, la salut del jugador es torna a omplir per complet, però tots els enemics prèviament assassinats reapareixen, excepte els caps,

## Recepció
El joc va tenir una recepció "generalment favorable", com així ho van demostrar els vots agregats en les ressenyes del lloc web Metacritic.
El desembre de 2019, Blasphemous va guanyar els premis a Millor desenvolupament espanyol i al Joc independent de l'any en els Premis Titanium, on també va ser nominat en la categoria de Millor art.

## Doblatge en espanyol i llançament del DLC
El juliol de 2020, Team17 i The Game Kitchen van anunciar el llançament d'un DLC gratuït de Blasphemous anomenat The Stir of Dawn, que va ser publicat el 4 d'agost. La nova història incloïa nous escenaris i zones, caps finals i un doblatge complet al castellà que es vama ampliar al joc base original, després d'una petició de la comunitat hispanoparlant. The Game Kitchen va confirmar que per al doblatge espanyol es contractarien actors i actrius de doblatge amb accent andalús, donada la inspiració pròpia que tenia el videojoc. Així, van acabar formant part de l'equip de doblatge Alfonso Vallés, Claudio Serrano, Inma Font, Jordi Boixaderas, Laura Pastor, Mario García, Laura Moneder, Ramón d'Arana o Rafael de Azcárraga, entre d'altres.